# Colton Sceviour
Colton Sceviour (né le 20 avril 1989 à Red Deer, dans la province de l'Alberta au Canada) est un joueur professionnel canadien de hockey sur glace.Il a été sélectionné par les Stars de Dallas au quatrième tour, 112e au total, au repêchage d'entrée dans la LNH 2007.

## Carrière de joueur
Sceviour a été appelé des Stars du Texas, l'affilié de la Ligue américaine de hockey (AHL) de Dallas, pour rejoindre les Stars de Dallas lorsque Rich Peverley était en incapacité de jouer. Il a inscrit son premier but en carrière dans la LNH à ses débuts avec Dallas le 14 décembre 2013, contre Ondřej Pavelec des Jets de Winnipeg.
Après sept saisons au sein de l'organisation des Stars, Sceviour est parti en tant qu'agent libre et a signé un contrat de deux ans avec les Panthers de la Floride le 1er juillet 2016. Le 12 février 2018, Sceviour a signé une prolongation de contrat de trois ans de 3,6 millions de dollars avec les Panthers.
Après quatre saisons passées avec les Panthers, le 24 septembre 2020, Sceviour a été échangé aux Penguins de Pittsburgh, avec Mike Matheson, en échange de Patric Hörnqvist.

## Statistiques
| Saison     | Équipe                   | Ligue      |                   | Saison régulière  | Saison régulière  | Saison régulière  | Saison régulière  | Saison régulière  |                   | Séries éliminatoires | Séries éliminatoires | Séries éliminatoires | Séries éliminatoires | Séries éliminatoires |
| Saison     | Équipe                   | Ligue      | PJ                | B                 | A                 | Pts               | Pun               | PJ                | B                 | A                    | Pts                  | Pun                  |                      |                      |
| 2004-2005  | Winterhawks de Portland  | LHOu       | 6                 | 1                 | 0                 | 1                 | 6                 | 4                 | 0                 | 0                    | 0                    | 0                    |                      |                      |
| 2005-2006  | Winterhawks de Portland  | LHOu       | 58                | 3                 | 6                 | 9                 | 25                | 12                | 0                 | 1                    | 1                    | 4                    |                      |                      |
| 2006-2007  | Winterhawks de Portland  | LHOu       | 49                | 12                | 26                | 38                | 38                | -                 | -                 | -                    | -                    | -                    |                      |                      |
| 2007-2008  | Winterhawks de Portland  | LHOu       | 17                | 2                 | 8                 | 10                | 9                 | -                 | -                 | -                    | -                    | -                    |                      |                      |
| 2007-2008  | Hurricanes de Lethbridge | LHOu       | 52                | 31                | 23                | 54                | 36                | 19                | 3                 | 10                   | 13                   | 15                   |                      |                      |
| 2008-2009  | Hurricanes de Lethbridge | LHOu       | 69                | 29                | 51                | 80                | 48                | 11                | 4                 | 3                    | 7                    | 12                   |                      |                      |
| 2009-2010  | Stars du Texas           | LAH        | 80                | 9                 | 22                | 31                | 19                | 24                | 1                 | 7                    | 8                    | 12                   |                      |                      |
| 2010-2011  | Stars du Texas           | LAH        | 77                | 16                | 25                | 41                | 17                | 6                 | 1                 | 0                    | 1                    | 0                    |                      |                      |
| 2010-2011  | Stars de Dallas          | LNH        | 1                 | 0                 | 0                 | 0                 | 0                 | -                 | -                 | -                    | -                    | -                    |                      |                      |
| 2011-2012  | Stars du Texas           | LAH        | 75                | 21                | 32                | 53                | 25                | -                 | -                 | -                    | -                    | -                    |                      |                      |
| 2012-2013  | Stars du Texas           | LAH        | 62                | 21                | 31                | 52                | 20                | 9                 | 1                 | 3                    | 4                    | 4                    |                      |                      |
| 2012-2013  | Stars de Dallas          | LNH        | 1                 | 0                 | 1                 | 1                 | 0                 | -                 | -                 | -                    | -                    | -                    |                      |                      |
| 2013-2014  | Stars du Texas           | LAH        | 54                | 32                | 31                | 63                | 31                | -                 | -                 | -                    | -                    | -                    |                      |                      |
| 2013-2014  | Stars de Dallas          | LNH        | 26                | 8                 | 4                 | 12                | 4                 | 6                 | 1                 | 2                    | 3                    | 0                    |                      |                      |
| 2014-2015  | Stars de Dallas          | LNH        | 71                | 9                 | 17                | 26                | 13                | -                 | -                 | -                    | -                    | -                    |                      |                      |
| 2015-2016  | Stars de Dallas          | LNH        | 71                | 11                | 12                | 23                | 21                | 11                | 2                 | 3                    | 5                    | 0                    |                      |                      |
| 2016-2017  | Panthers de la Floride   | LNH        | 80                | 9                 | 15                | 24                | 25                | -                 | -                 | -                    | -                    | -                    |                      |                      |
| 2017-2018  | Panthers de la Floride   | LNH        | 76                | 11                | 13                | 24                | 24                | -                 | -                 | -                    | -                    | -                    |                      |                      |
| 2018-2019  | Panthers de la Floride   | LNH        | 59                | 5                 | 10                | 15                | 15                | -                 | -                 | -                    | -                    | -                    |                      |                      |
| 2019-2020  | Panthers de la Floride   | LNH        | 69                | 6                 | 10                | 16                | 6                 | 2                 | 0                 | 0                    | 0                    | 0                    |                      |                      |
| 2020-2021  | Penguins de Pittsburgh   | LNH        | 46                | 5                 | 5                 | 10                | 2                 | -                 | -                 | -                    | -                    | -                    |                      |                      |
| 2021-2022  | Oilers d'Edmonton        | LNH        | 35                | 2                 | 3                 | 5                 | 26                | -                 | -                 | -                    | -                    | -                    |                      |                      |
| 2021-2022  | Condors de Bakersfield   | LAH        | 22                | 6                 | 5                 | 11                | 21                | -                 | -                 | -                    | -                    | -                    |                      |                      |
| 2022-2023  | CP Berne                 | NL         | 49                | 19                | 19                | 38                | 12                | 8                 | 2                 | 4                    | 6                    | 2                    |                      |                      |
| 2023-2024  | CP Berne                 | NL         | Saison en cours ? | Saison en cours ? | Saison en cours ? | Saison en cours ? | Saison en cours ? | Saison en cours ? | Saison en cours ? | Saison en cours ?    | Saison en cours ?    | Saison en cours ?    |                      |                      |
| Totaux LNH | Totaux LNH               | Totaux LNH | 535               | 66                | 90                | 156               | 136               | 19                | 3                 | 5                    | 8                    | 0                    |                      |                      |

## Trophées et distinctions

### Ligue américaine de hockey
- 2013-2014 : 
  - nommé dans la 1re équipe d'étoiles de la LAH
  - participe au Match des Étoiles